# Nußbach, Kusel
Nußbach là một đô thị thuộc huyện Kusel, bang Rheinland-Pfalz, phía tây nước Đức. Đô thị Nußbach, Kusel có diện tích 8,11 km², dân số thời điểm ngày 31 tháng 12 năm 2006 là 619 người.